# Sleeping Awake
«Sleeping Awake» es una canción interpretada por la banda estadounidense P.O.D.. Fue grabada para el álbum The Matrix Reloaded: The Album, la banda sonora de la película The Matrix Reloaded. La canción fue lanzada como un sencillo el 26 de mayo de 2003.
La canción fue lanzada posteriormente como un bonus track para la edición japonesa del álbum de P.O.D. Payable on Death.
El video y la letra de la canción están inspirados directamente en la película Matrix Reloaded. El estribillo incluye el verso «dreaming of Zion awake» (soñando con el despertar de Zion), que hace alusión a la última ciudad humana del planeta Tierra, tal como se muestra en la película.

## Video musical
El sencillo comenzó a emitirse en las radios a partir del 5 de abril de 2003, y el video musical dirigido por Marc Webb obtuvieron una importante difusión tras su lanzamiento.
El video muestra dos versiones de la banda tocando la canción. En un cuarto, los integrantes están tocando vestidos completamente de negro y usando gafas de sol, de manera similar a los personajes de las películas de The Matrix. El segundo cuarto parece ser un cuarto de calderas y la banda está vestida de blanco. Se puede ver que los cuartos son imágenes de espejo. Al final del video, el vidrio que separa los dos cuartos es destruido, permitiendo que las dos bandas puedan verse.
El video significó el debut del guitarrista Jason Truby con la banda. El líder de la banda, Sonny Sandoval, expresó que el trabajo del nuevo miembro en la canción ayudó a mantener unida a la banda, ya que estuvieron a punto de separarse tras el alejamiento del guitarrista Marcos Siega a principios del 2003. Sin embargo, la banda recobró la ganas de seguir adelante gracias a la experiencia de grabar nuevo material con un nuevo integrante.

## Listado de canciones

### Edición estadounidense
Sencillo promocional en CD
1. «Sleeping Awake» – 3:23

### Edición australiana y británica
Sencillo en CD
1. «Sleeping Awake» (de P.O.D.) – 3:23
2. «Bruises» (versión del álbum, de Unloco) – 2:36
3. «The Passportal» (versión del álbum, de Team Sleep) – 2:55
4. «Sleeping Awake» (video)

## Posicionamiento en listas
| Lista (2003)                              | Mejor posición |
| ----------------------------------------- | -------------- |
| Alemania (Offizielle Deutsche Charts)     | 55             |
| Australia (ARIA)                          | 41             |
| Estados Unidos (Modern Rock Tracks)       | 14             |
| Estados Unidos (Mainstream Rock Tracks)   | 20             |
| Francia (SNEP)                            | 91             |
| Irlanda (IRMA)                            | 16             |
| Italia (FIMI)                             | 35             |
| Reino Unido (The Official Charts Company) | 42             |
| Suiza (Schweizer Hitparade)               | 30             |